# Gehyra robusta
Gehyra robusta là một loài thằn lằn trong họ Gekkonidae. Loài này được King mô tả khoa học đầu tiên năm 1984.

## Phân bổ
- Úc (nơi khô cằn của Tây Bắc Queensland)
- 17 km về phía Nam của Dismal Crossing, Queensland. [2]